# Emigracija istarskih i primorskih Hrvata u Hrvatsku 1918. – 1943.
Emigracija istarskih Hrvata u Hrvatsku je emigracija hrvatskog stanovništva s Istre i susjednih krajeva (Trst, Julijska krajina) koji su bili prisiljeni napustiti te krajeve i izbjeći u Hrvatsku koja je onda bila u Kraljevini SHS ili drugamo u inozemstvo.

## Nakon 1918.
Kad je Kraljevina Italija političkim igrama i kad je izdala saveznike iz Središnjih sila došla u posjed skoro čitave Istre (osim Kastva) poslije 1918., primakla su se teška vremena za tamošnje Hrvate. Još su prijašnjih desetljeća istarski Hrvati i Slovenci bili prisiljeni boriti se za svoja nacionalna prava, nasuprot zahtjevima talijanskih istarskih političara. Morali su se istarski Hrvati i slovenska manjina boriti za biti gospodar na svojem, nasuprot protežiranoj talijanskoj manjini i doseljenim Talijanima iz Furlanije i drugih krajeva.
D'Annunzijev upad i osvajanje Rijeke je bio novi pritisak.
Nove su vlasti nacionalistički pritiskale hrvatsko stanovništvo. Htjele su oduzeti hrvatska obilježja na svim pripojenim područjima i na područjima koja su namjeravali, a još nisu uspjeli zaposjesti (npr. Rijeka). Rijeku s okolicom su primjerice prikazivali kao vjekovni talijanski teritorij, predstavljajući povijest na taj način da se ne bi moglo ustanoviti podrijetlo i osjećaji stanovnika tih krajeva.
U drugom dijelu knjige Šepić obrađuje činjenice i fenomen riječkog fašističkog policijskog dužnosnika Giovanija Palatuccija.
U ovom je valu u Hrvatsku otišao Drago Gervais, kao 14-godišnjak.

## Dolazak Italije
Dolaskom talijanske vlasti, talijanizacija je postala još agresivnija. Dolaskom talijanskih vlasti u Julijsku krajinu i Istru označio je zauzimanje javnih ureda i ustanova. Školovani su slavenski ljudi napustili te krajeve, a ostali su od uglavnom slovenski
i hrvatski svećenici i učitelji. U ovom je prvom valu otišao hrvatski skladatelj Ivan Matetić Ronjgov. 1920. je stručnjak za zadrugarstvo Vjekoslav Gortan nakon talijanske okupacije u odselio u Zagreb u valu od s mnogih tisućama protjeranih ili izbjeglih Hrvata Istrana.
Da bi učiteljima onemogućili rad, vlasti su premještale učitelje u druga mjesta. Druga je faza bila kad su učitelje otpuštali.
Hrvatske i slovenske tiskovine su prvih godina novog režima još nekako slobodno odbijale talijanskih vlasti i šovinističkih organizacija. Uspijevali su izlaziti, a manji su im članke zapljenjivali. 
Hrvatske su škole trpile u novom režimu. Spaljivane su na lomači učiteljske, učeničke, pučke i privatne knjižnice hrvatskih učitelja. Školski su spisi nestajali, a školski inventar uništen.
Posljednji maturant stare Hrvatske gimnazije u Pazinu bio je agronom Ivan Bertoša, otac hrvatskog povjesničara Miroslava Bertoše.

## Fašisti dolaze na vlast u Italiji
Kad su fašisti došli na vlast 1922., situacija je postala nesnošljiva. Tiskovine su morale paziti na svaku riječ. Cenzura je bila jaka. Proganjali su svaku trunku hrvatstva u Istri. Brojni su Hrvati bili prisiljeni zauvijek otići od onamo. Hrvatska inteligencija, posebice zagriženi hrvatski preporoditelji bili su na udaru tog režima. Neki su pretrpjeli teška šikaniranja kao primjerice Ivan Cukon. 
1927. je godine u potpunosti ukinut hrvatski i slovenski tisak u Italiji.
1929. su od poznatih Hrvata u ovom valu otišli Vinko Šepić i Leonard Kalac.
Situaciju je hrvatski svećenik i teolog Andrija Spiletak opisao ovim riječima:
Poznato je kakovim se nasiljem Talijani služe proti Hrvatima i Slovencima, koji su poslije rata (I. svjetskog rata) postali podanici Italije. Naši su ljudi u onim krajevima izloženi na milost i nemilost egzaltiranih fašističkih šovinista, koji bezobzirno provode svoj program odnarođivanja i prisilnog potalijančivanja. Opetovani prosvjedi i Svete Stolice i ostalih pozvanih faktora ne uvažavaju se; zakon o "zaštiti manjina" je na vrbi svirala.(Glasnik, 1931.)

## Djelovanja u Hrvatskoj
1917. se je godine Matko Laginja u Zagrebu se bavio rješavanjem problema istarskih emigranata. Za prevrata u jeseni 1918. (31. listopada). Narodno vijeće Države Slovenaca, Hrvata i Srba ga imenuje na mjesto povjerenika za Istru. Laginju nije pokolebao postupak Vlade Kraljevine SHS koja je pola godine poslije (10. travnja 1919.) ukinula to povjereništvo, nego se i dalje bavio istarskim pitanjem. 1919. i 1920. godine je zajedno s trojicom predstavnika zastupao Istru u Privremenom narodnom predstavništvu Kraljevine SHS. 1920. godine je sudjelovao kad se Kraljevina SHS razgraničavala s Italijom. Kasnije je bio predsjedavao Savjetodavnim odborom za rješavanje riječkog pitanja koje je bilo pri beogradskoj vladi, no ondje nije imao nikakvi utjecaj.
Izlazio je od 1929. godine list Istra, glasilo hrvatskih i slovenskih emigranata iz Julijske krajine. Nakon političke krize uzrokovane pogubljenjem Vladimira Gortana u Puli krajem 1929. godine, list se tiska u tiraži od 13.000 primjeraka, pa i većoj. Od poznatih suradnika u njemu je pisao Vinko Šepić. Nakon što su ga od prvog nakladnika i urednika Ernesta Radetića jugoslavenske vlasti otkupile i preselile uredništvo u Beograd kako bi se uređivao u duhu "integralnog aleksandrovskog jugoslavenstva"; E. Radetić je od 1930. godine nastavio u Zagrebu izdavati novi časopis "Mali Istranin", namijenjen istoj publici, ali u hrvatskom duhu.
Ivan Cukon je nakon što je emigrirao 1922. u Zagrebu osnovao Društvo Primoraca i Istrana, a u listovima Pokret i Riječ pisao je o istarsko-riječkim hrvatskim temama. Situaciju je najbolje opisao svojim člankom u Riječi Krivi smo jer smo živi.
Braća Josip i Mate Demarin su pisali u zagrebačkim Novostima.
Dio je tih istarskih Hrvata završio u Srbiji, u Beogradu (Drago Gervais, Ivan Matetić Ronjgov, Mate Balota (Mijo Mirković), David Kabalin).
Tisak emigracije istarskih Hrvata odigrao je važnu integracijsku ulogu u hrvatskoj povijesti i u očuvanju nacionalne svijesti istarskih Hrvata i hrvatskog identiteta Istre, što je talijanski fašizam između dvaju svjetskih ratova pokušao zbrisati. Emigrantski rad istarskih Hrvata odražavao je antifašističku i hrvatsku nacionalnointegracijsku svijest i potrebu oslobađanja toga okupiranoga hrvatskog prostora te sjedinjenja Istre s maticom Hrvatskom, što se je i dogodilo 13. rujna 1943. za antifašističkog i narodnooslobodilačkog rata. Predvodnici oslobođenja Istre bili su emigranti, kakvi su bili Dušan Tumpić, i Anton Cerovac Tončić, braća Ante i Ljubo Drndić, braća Zvane i Brto Črnja i mnogi, mnogi drugi.

## Povijesna znanost
Tema je s obzirom na obrađenost tema emigracije drugih naroda s Istre dobila premalu pozornost u povijesnoj znanosti. Neki su autori (ne)namjerno miješali pojme nacionalnosti i države radi manipuliranja popisom žrtava talijanske nacionalnosti Ti su se propusti znali provući u hrvatska djela. u koje su ubrojani istarski Hrvati, Hrvati Rijeke i okolice, Hrvati s kvarnerskih otoka pripojenih Italiji te iz Trsta i Julijske krajine.